# Chu Tuấn Nhạ
Chu Tuấn Nhạ (sinh năm 1939) là một cựu chính khách Việt Nam. Ông nguyên là Bộ trưởng Bộ Khoa học, Công nghệ và Môi trường Việt Nam từ tháng 10 năm 1997 đến tháng 8 năm 2002.

## Thân thế sự nghiệp
Ông sinh ngày 10 tháng 1 năm 1939, quê quán tại Cổ Nhuế, Từ Liêm, Hà Nội.
Ông tốt nghiệp Học viện Khoa học và Công nghệ AGH UST, Krakow, Ba Lan.
Trước năm 1990, ông từng là Phó Chủ nhiệm Ủy ban Khoa học và Kỹ thuật Nhà nước.
Sau khi Bộ Khoa học, Công nghệ và Môi trường được thành lập tháng 10 năm 1992, ông được phân công giữ chức Thứ trưởng, phụ trách phát triển Công nghệ, Công tác Thanh tra, Văn phòng HĐ xét duyệt trữ lượng khoáng sản Nhà nước, Công tác Thông tin Tư liệu Khoa học và Công nghệ, Các doanh nghiệp Nhà nước của Bộ.
Cuối tháng 9 năm 1997, ông được cử giữ chức vụ Bộ trưởng Bộ Khoa học, Công nghệ và Môi trường, thay cho người tiền nhiệm là Phạm Gia Khiêm lên giữ chức Phó Thủ tướng. Ông giữ chức vụ này cho đến khi về hưu vào tháng 8 năm 2002.
Sau khi nghỉ hưu ông giữ chức Chủ tịch Hội hữu nghị Việt Nam - Ba Lan.